# Playback Theater
Playback Theater wurde von Jonathan Fox in den 1970er-Jahren in den USA erfunden.
Es ist ein interaktives Theater mit der Besonderheit, dass die Zuschauer über persönliche Erfahrungen sprechen oder Begebenheiten aus ihrem Leben erzählen. In der Folge können sie zusehen, wie diese auf der Bühne in Szene gesetzt werden. Die Schauspieler setzen mittels Körperausdruck, sprachlicher Improvisation und Musik die Schilderungen der Zuschauer so um, dass die Alltagserfahrungen einen tieferen Sinn, Schönheit und mythische Dimension erhalten.
Playback-Theater schätzt den Wert persönlicher Erfahrungen, versetzt Menschen in die Lage, ihr Leben in neuer Weise zu sehen und verstärkt menschliche Begegnung.
Zu unterscheiden ist das Playback-Theater von der Formation Vollplaybacktheater, welche bekannte Hörspiele synchron (und komödiantisch verfremdet) zum Originalton nachspielt.